# 亚历山大·卡西拉奇
亚历山大·安德烈·斯蒂法诺·卡西拉奇（Alexandre Andrea Stefano Casiraghi，2013年3月21日—），出生于伦敦波特蘭醫院。是安德烈·卡西拉奇与妻子塔蒂安娜·圣多明哥小姐的长子。摩纳哥卡洛琳公主的长孙。昵称叫萨沙（Sasha）。2013年8月31日，在父母安德烈与塔基亚娜举行婚礼后小萨沙成为摩纳哥王位的第五顺位继承人。